# Marchais-Beton
Pour les articles homonymes, voir Marchais et Beton.
Marchais-Beton est une ancienne commune française, située dans le département de l'Yonne en région Bourgogne-Franche-Comté, devenue, le 1er janvier 2016, une commune déléguée de la commune nouvelle de Charny-Orée-de-Puisaye.

## Géographie
La commune est limitrophe du Loiret à l'ouest.

### Voies de communication et transports
Le village est situé sur la D 64 qui relie Fontenouilles et Douchy au nord, avec Le Charme et Bléneau au sud. Il est également traversé par la D 57 qui relie Saint-Martin-sur-Ouanne et Saint-Denis-sur-Ouanne à l'est, avec Saint-Maurice-sur-Aveyron à l'ouest et Melleroy au nord-ouest. 

Enfin, la D 119 part de Marchais-Beton vers Champignelles au sud-est.
La sortie n° 4 (Courtenay ouest) de l'autoroute A19 est à 27 km au nord, la sortie n° 18 (Sépeaux) de l'autoroute A6 à 19 km au nord-est.
Les gares de trains les plus proches sont Montargis à 36 km au nord-ouest et Laroche-Migennes à 47 km à l'est.

### Hydrographie
Le ru du Cuivre, affluent de l'Ouanne, traverse la commune du sud au nord, venant de Champignelles et allant sur Chambeugle. 
Le plus grand étang de la commune est l'étang de Pense-Folie avec environ 5,2 ha. La commune compte deux autres étangs de plus d'un hectare : celui près de la Canusterie (environ 1,7 ha) associé à un autre plus petit de 40 ares ; un étang de 3,75 ha au nord du hameau de Reuillebeau.
Un autre étang de 82 ares se trouve au sud de Reuillebeau, et un petit étang de 42 ares dans le bourg.

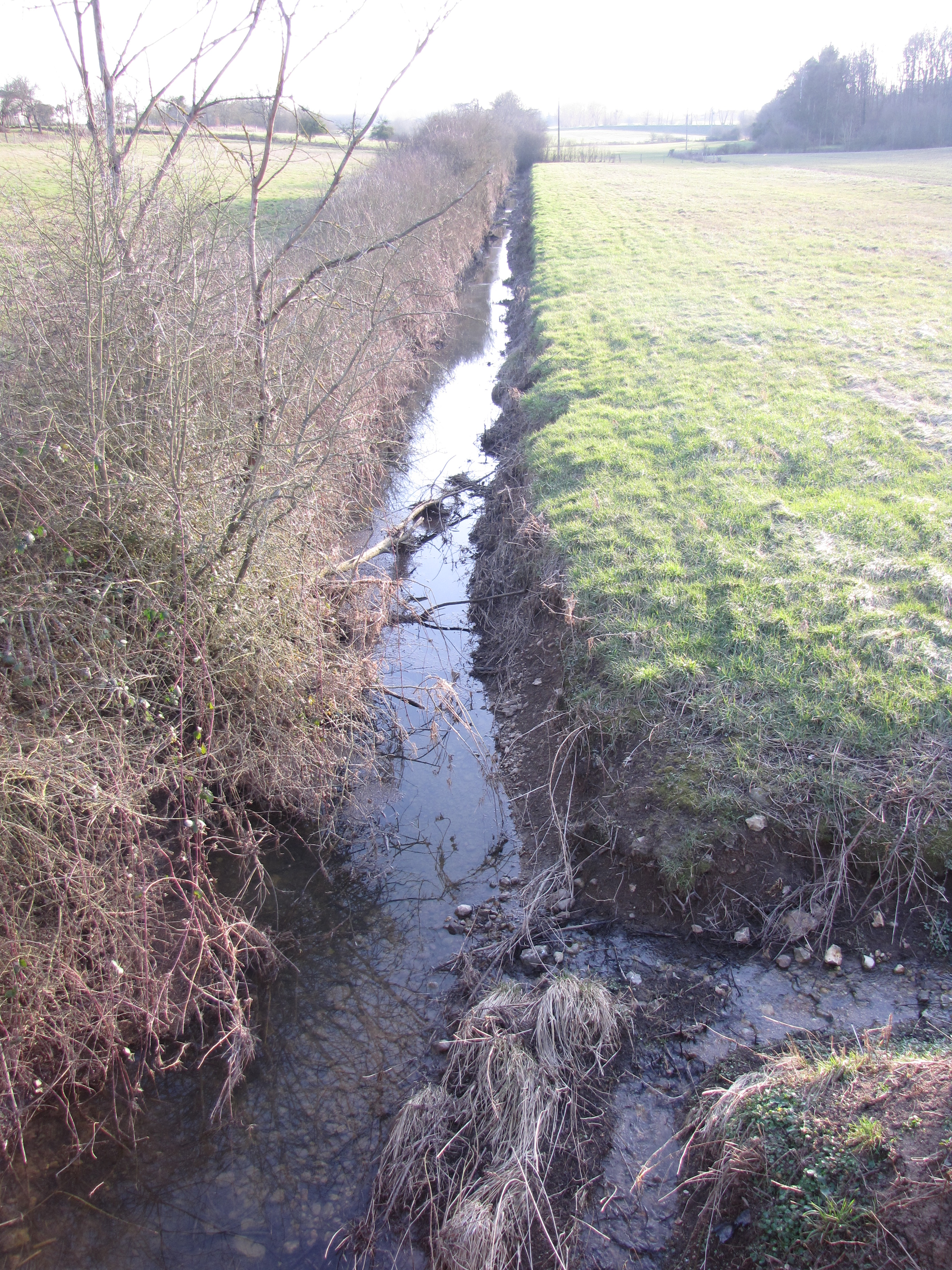
Le ru du Cuivre, mars 2013
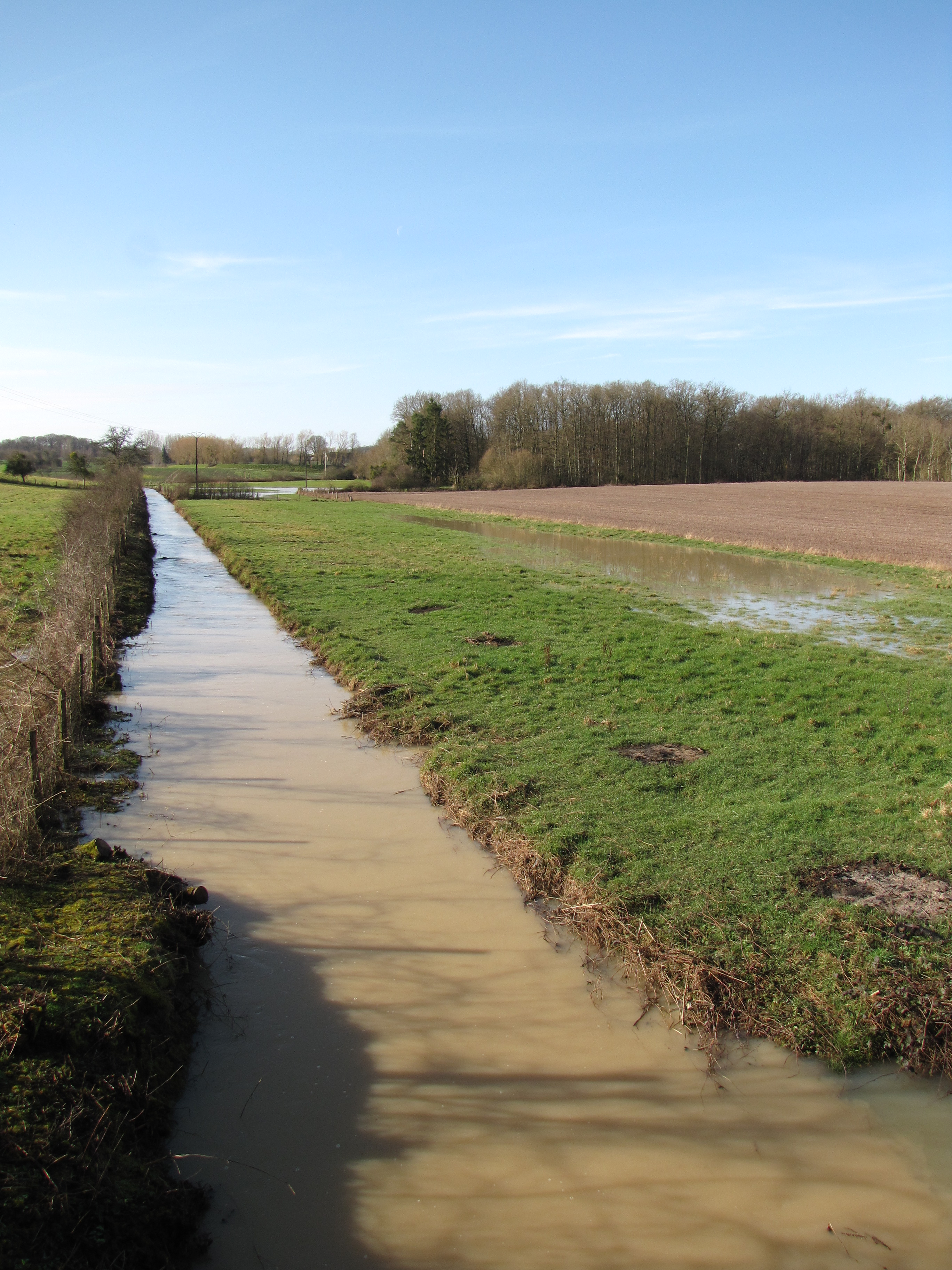
Le ru du Cuivre, février 2014
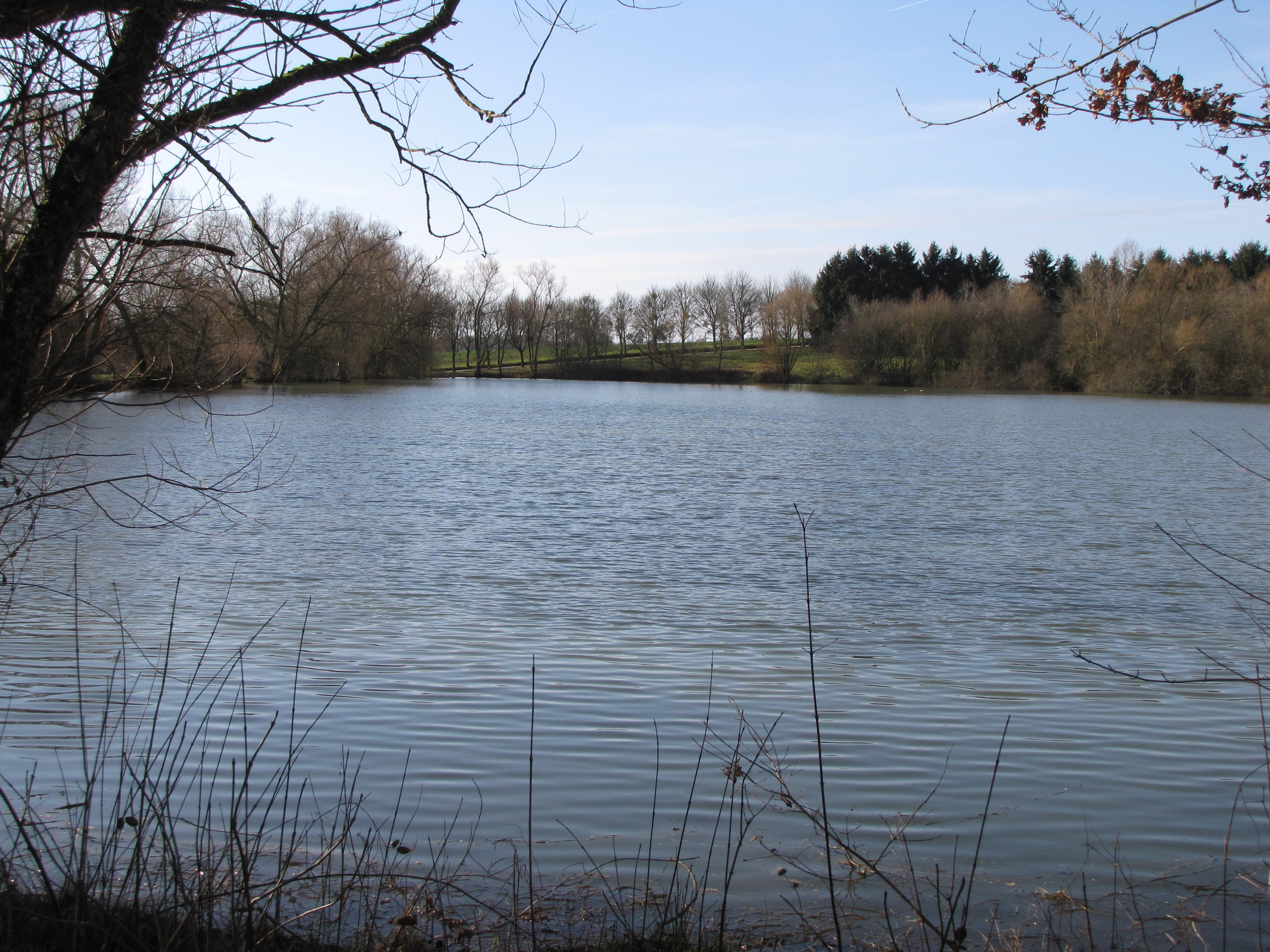
L'étang près de la Canusterie

### Géologie

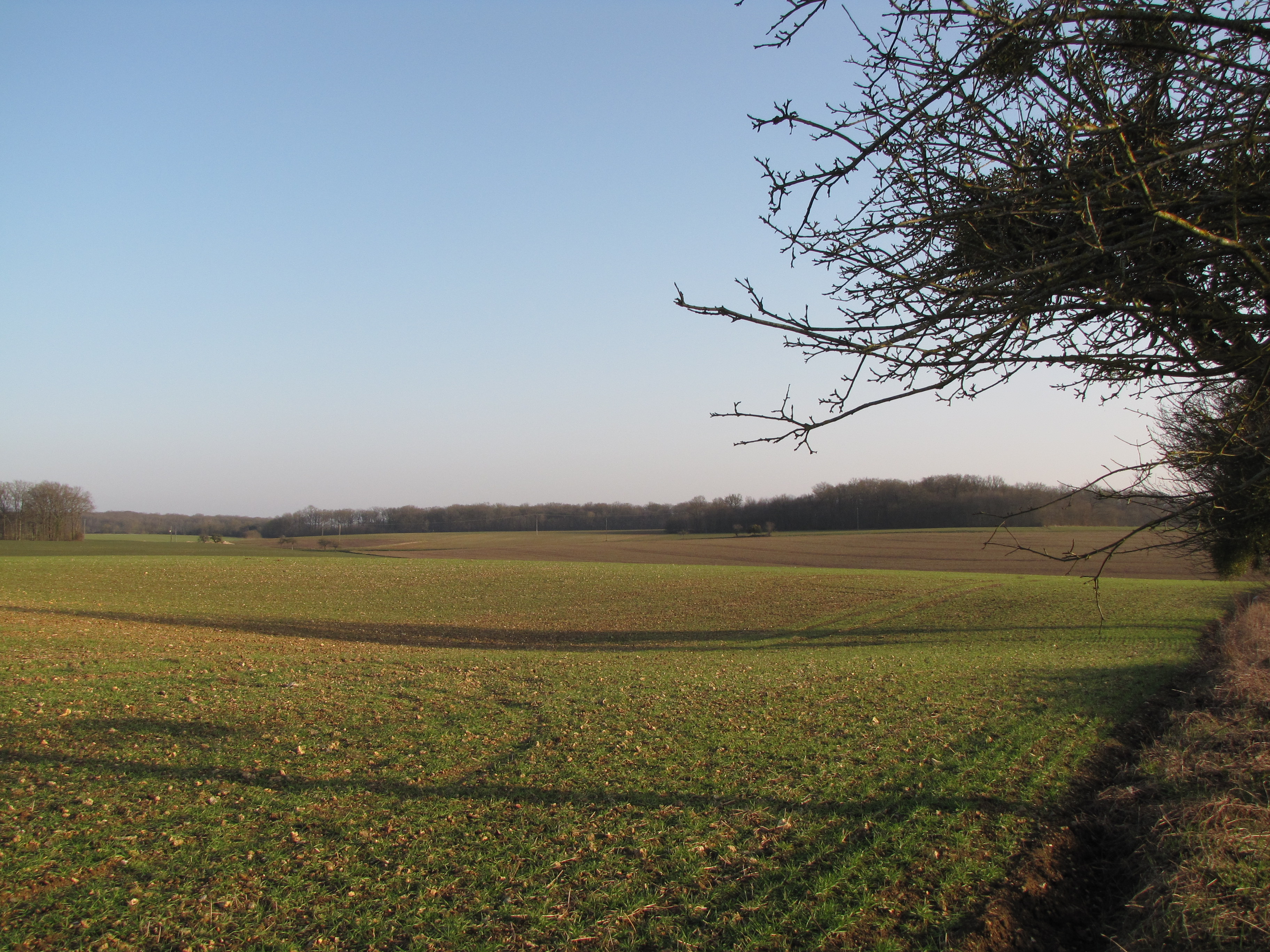
Doline au nord de Marchais-Béton

Une structure karstique s'est formée dans la craie dont est fait le sous-sol, qui affleure au nord-est et nord-ouest de Marchais-Béton de chaque côté de la vallée du ru du Cuivre. En conséquence les environs du bourg, ainsi qu'une bonne partie de la vallée du ru du Cuivre, présentent des zones d'effondrement en forme d'entonnoirs, dites dolines. Les gouffres du lieudit les Entonnoirs à environ 800 m au sud de Marchais-Beton, ainsi qu'une autre zone plus petite à environ 200 m au sud du bourg, sont les plus remarquables dolines de la vallée du ru du Cuivre. Un effondrement de cette nature, de 6 à 7 m de diamètre pour 2 m de profondeur, s'est ouvert en 1979 à 700 m au nord-nord-est de Marchais-Béton, proche du ru du Cuivre.

### Lieux-dits et écarts
Les lieux-dits suivis d'une astérisque sont situés à l'écart de la route indiquée.
B
- Beauvoir*,              Rte de Chambeugle (D 64)
- Les Bertandières,       Rte de Champignelles (D 119)
- La Bruyère,             Rte de Chambeugle (D 64)

C
- La Canusterie,          Rte de Chambeugle (D 64)
- La Chevalerie,          Rte de Champignelles (D 119)
- La Cour Alexandre*,     Rte du Charme (D 64)

F
- La Ferranderie*,        Rte du Charme (D 64)
- Les Frelats,            Rte de Charny

G
- Le Grand Chemin*,       Rte de Pense-Folie (vers le sud)
- Le Petit Grand Chemin*, Rte de Pense-Folie (vers le sud)
- La Grosserie,           Rte du Charme (D 64)

H
- Les Herbes Blanches,    Rte du Charme (D 64)

M
- Les Mariées*,           Rte de Chambeugle (D 64)

P
- Pense-Folie*,           Rte de Pense-Folie (vers le sud)
- Les Poulets*,           Rte de Chambeugle (D 64)
- Le Ponceau,            Rte du Charme (D 64)

R
- La Rechênerie,          Rte de Pense-Folie (vers le sud)
- Les Rechênes*,          Rte de Saint-Denis (D 57)
- Reuillebeau*,           Rte du Charme (D 64)

S
- Les Saumureaux,         Rte de Saint-Maurice (D 57)
- Les Serres Fleuries,    Rte de Chambeugle (D 64)
- Les Souls*,             Rte de Saint-Denis (D 57)

T
- Les Trouvés*,           Rte du Charme (D 64)

Le Grand Chemin et Le Petit Grand Chemin sont partiellement situés sur la commune de Champignelles.

## Histoire
Marchais-Beton n'a dévoilé aucun vestige préhistorique, et les chartes de l'abbaye de Fontainejean à 8 km de là, ainsi que les quelques autres documents disponibles de l'époque, ne mentionnent qu'un couloir boisé allant de Melleroy presque jusqu'à Saint-Fargeau longeant à l'Ouest la vallée de l'Ouanne et incluant le parcours complet du ru du Cuivre. Ce couloir boisé s'appelait autrefois la forêt de Burce (du gaulois brucus, la bruyère). 
Ainsi perdu dans les bois, Marchais-Beton n'aurait eu droit à aucune mention si ce n'était pour le chemin du sel entre Loire et Yonne. 

### Lechemin du sel: gaulois, puis romain
Depuis bien avant les romains et jusqu'au XVIe siècle, le sel marin destiné à Auxerre et à la Basse-Bourgogne remontait la Loire et s'arrêtait au port de La Ronce à 1 500 m en amont de Châteauneuf. De là il rejoignait les rives de l'Yonne par voie de terre, en passant par Saint-Maurice-sur-Aveyron, l'abbaye de Fontainejean, Beauchêne, traversant l'Ouanne à Ponnessant (au nord de Saint-Martin-sur-Ouanne). Au XVe siècle la moitié du sel d'Auxerre passait par cette voie. Le péage de Ponessant, sur l'Ouanne, était encore assez rentable au XIIIe siècle pour que les seigneurs de La Ferté Loupière en achètent la part des comtes de Joigny, puis se voient enjoindre par procès de l'abbaye Saint Germain d'Auxerre, qui en recevait le principal des revenus, d'en assurer la sécurité afin que lesdits profits ne diminuent pas. 
Cette voie est le premier passage à travers la forêt de Burcey, et c'est à partir d'elle que cette forêt a, tranche par tranche, progressivement disparu. C'est que la traversée de cette forêt amenait également à traverser le ru du Cuivre, assez encaissé pour que la route doive serpenter en abordant les 30 m de dénivellation de ses coteaux au lieu de continuer en droite ligne. Des chemins locaux venant se greffer sur ces lacets, les bois se sont écaircis aux environs plus vite que si le chemin à cet endroit n'avait subi aucune déviation. Ce chemin du sel, dont l'importance s'est maintenue jusqu'au XVIe siècle, est ainsi à l'origine de l'occupation humaine de la commune.

### Moyen-Âge
L'histoire de Marchais-Beton au Moyen-Âge est intimement liée à celle de l'abbaye Sainte-Colombe de Saint-Denis-lès-Sens, jusqu'au nom de la commune. En effet, l'abbaye Sainte-Colombe a fondé le prieuré de Grandchamp au lieudit Saint-Val vers 640. Étendant rapidement son influence, ce prieuré vient à inclure dans ses dépendances un étang situé au creux du coude que fait le ru du Cuivre en contournant Marchais-Beton par l'ouest. Or Betton de Sens, prieur de Sainte-Colombe dans la deuxième partie du IXe siècle, fait creuser ou agrandir cet étang qui prend subséquemment le nom de Marchais de Betton. Ce nom est repris par les maisons voisines et cité en 1494 sous la forme Marches Bethonis. 
L'origine de cet étang est quelque peu controversée, ainsi que sa nécessité dans une localité aussi riche en eau. Certains y voient la pièce d'eau d'un château mais jusqu'à présent sans trace de château. Ce pourrait être une carrière au fond imperméable retenant l'eau d'une source, hypothèse renforcée de ce que l'église de Marchais-Beton voisine est dédiée à saint Jean-Baptiste. Ce patronage était fréquent pour les lieux de culte sis près d'une source en milieu rural voire forestier, et l'on peut supposer que l'église a été précédée d'un oratoire ou d'une chapelle, probablement sous l'impulsion du prieuré de Grandchamp et à l'intervention de Betton visant à favoriser l'installation d'une communauté sur un territoire largement boisé et jusque-là quasi inhabité.
Au Xe siècle, les seigneurs de Malicorne avaient annexé tous les fiefs de Saint-Denis-sur-Ouanne à Saint-Maurice-sur-Aveyron - dont le territoire du futur Marchais-Beton. Ils font ouvrir le chemin allant de Malicorne à Marchais-Beton pour rejoindre, au-delà de Marchais-Beton vers le nord, l'ancien chemin du sel entre Loire et Yonne. C'est d'ailleurs en raison de l'insécurité qu'ils provoquaient, que ce chemin a été délaissé pendant une période - les voyageurs préférant passer par le Grand Chemin plus au sud, sur des terres relevant en partie du seigneur d'Aillant-sur-Milleron et en partie des Courtenay-Champignelles. À noter qu'en 1113 Marchais-Beton n'existe pas encore : il n'est pas cité dans l'acte de donation de Geoffroy de Malicorne qui est à l'origine de la fondation du prieuré de Cloie : cet acte décrit la région de la forêt de Burcey comme un désert.
Ce prieuré, fondé entre 1108 et 1113, reçoit des terres et notamment le bois de Cloie situé à 700 mètres au nord du futur Marchais-Beton. L'acte de donation mentionne un aître, ce qui suggère une communauté originelle d'au moins une dizaine de personnes. L'abbaye de Fontainejean est fondée peu après à seulement 6 km de distance. L'attention est attirée sur la région, et c'est vraisemblablement entre 1122 et 1142, pendant l'épiscopat d'Henri le Sanglier cousin germain de Hodierne la femme d'Aganon de Malicorne, que la chapelle Saint-Jean-Baptiste est élevée au statut d'église paroissiale pour Marchais-Beton. Ce statut la fait en effet relever de l'évêché et prévient que les religieux de Fontainejean ne s'approprient la desserte de Marchais-Beton.
La lignée des Malicorne s'est éteinte vers 1230. Depuis le père de Guillaume de Courtenay-Champignelles (1228-1280), cette famille était devenue seigneurs de Malicorne et du même coup, de Marchais-Beton. Le bourg est alors peuplé, avec de nombreux écarts et lieux-dits. Mais aucun document connu ne parle expressément de Marchais-Beton avant 1344, date d'un document indiquant que les revenus du prieuré de Clois sont de 50 livres et ceux de la cure de Marchais-Beton de 20 livres.

## Politique et administration
| Période   | Période       | Identité           | Étiquette | Qualité |
| --------- | ------------- | ------------------ | --------- | ------- |
|           |               |                    |           |         |
| mars 2001 | mars 2008     | Jacques Devanneaux |           |         |
| mars 2008 | décembre 2015 | Régis Poirier      |           |         |

| Période | Période  | Identité       | Étiquette | Qualité |
| ------- | -------- | -------------- | --------- | ------- |
| 2016    | 2020     | Régis Poirier  |           |         |
| 2020    | En cours | Claude Collard |           |         |

## Démographie
L'évolution du nombre d'habitants est connue à travers les recensements de la population effectués dans la commune depuis 1793. À partir du 1er janvier 2009, les populations légales des communes sont publiées annuellement dans le cadre d'un recensement qui repose désormais sur une collecte d'information annuelle, concernant successivement tous les territoires communaux au cours d'une période de cinq ans. 
Pour les communes de moins de 10 000 habitants, une enquête de recensement portant sur toute la population est réalisée tous les cinq ans, les populations légales des années intermédiaires étant quant à elles estimées par interpolation ou extrapolation. Pour la commune, le premier recensement exhaustif entrant dans le cadre du nouveau dispositif a été réalisé en 2008,.
En 2013, la commune comptait 119 habitants, en évolution de −3,25 % par rapport à 2008 (Yonne : −0,46 %, France hors Mayotte : +2,49 %).
| 1793 | 1800 | 1806 | 1821 | 1831 | 1836 | 1841 | 1846 | 1851 |
| ---- | ---- | ---- | ---- | ---- | ---- | ---- | ---- | ---- |
| 284  | 271  | 214  | 249  | 290  | 321  | 307  | 343  | 313  |

| 1856 | 1861 | 1866 | 1872 | 1876 | 1881 | 1886 | 1891 | 1896 |
| ---- | ---- | ---- | ---- | ---- | ---- | ---- | ---- | ---- |
| 313  | 342  | 332  | 331  | 318  | 276  | 287  | 307  | 291  |

| 1901 | 1906 | 1911 | 1921 | 1926 | 1931 | 1936 | 1946 | 1954 |
| ---- | ---- | ---- | ---- | ---- | ---- | ---- | ---- | ---- |
| 270  | 272  | 260  | 252  | 238  | 261  | 244  | 237  | 240  |

| 1962 | 1968 | 1975 | 1982 | 1990 | 1999 | 2008 | 2013 | - |
| ---- | ---- | ---- | ---- | ---- | ---- | ---- | ---- | - |
| 190  | 230  | 142  | 125  | 118  | 130  | 123  | 119  | - |

## Lieux et monuments
- Église Saint-Jean Baptiste du XVIe siècle

## Conservation de la nature
Un verger conservatoire a été planté en 2008, contenant 13 variétés de pommiers, poiriers, cerisiers et noyers. Le conseil régional de Bourgogne a financé à 80 % le projet, la commune ayant fourni les 20 % restants.

## Personnalités liées à la commune
- Georges Carré (1878-1945), peintre et illustrateur né sur la commune.
- Edgard Sajet (1922-2010), résistant et déporté, Chevalier de la Légion d'honneur

## Pour approfondir